# Pudož
Pudož (rusky Пудож, finsky Puutoinen, karelsky Puudoži) je město v Karelské republice v Ruské federaci. Při sčítání lidu v roce 2010 měl bezmála deset tisíc obyvatel.

## Poloha
Pudož leží na pravém, severním břehu Vodly přibližně třicet kilometrů nad jejím ústím do Oněžského jezera. Od Petrozavodsku, hlavního města republiky, je vzdálen vzdušnou čarou přibližně 115 kilometrů východně, ovšem pozemní cesta objíždějící Oněžského jezero je dlouhá přes 350 kilometrů.

## Dějiny
Pudož byl založen v roce 1382 s názvem Pudoga (Пудога), později se mu říkalo Pudožskij pogost (Пудожский погост).
Od 16. května 1785 je s jménem Pudož městem.